# 孢器放线菌属
孢器放线菌属为链霉菌科的一属细菌。该属的模式种为腐殖质链霉菌（Actinopycnidium caeruleum）。现为链霉菌属（Streptomyces）的异名。

## 下属物种
本属包括以下物种：
- 腐殖质链霉菌 Actinopycnidium caeruleum Krassilnikov, 1962